# Клер Ломбардо
Клер Ломбардо — американська письменниця. Її роман «Так весело нам ще ніколи не було» (2019) став бестселером New York Times і потрапив у довгий список Жіночої літературної премії.

## Освіта
Ломбардо навчалася в Іллінойському університеті в Чикаго, а пізніше у Майстерні письменників Айови.

## Так весело нам ще ніколи не було
Клер Ломбардо розповіла, що розпочала писати «Так весело нам ще ніколи не було», як коротке оповідання. Книжка вийшла як роман у видавництві Doubleday 2019 року.
«The Observer» написав у рецензії: «Якби коли-небудь міг з’явитися літературний спадкоємець Джонатана Франзена та Енн Тайлер, то видатний дебют Клер Ломбардо, який балансує між піднесенням і відчаєм, досліджуючи їдкі, але міцні сімейні зв’язки, став би гідним нащадком». Booklist писав: «Хоча роман нагадує інші масштабні сімейні драми Середнього Заходу,  як-то «Виправлення» Джонатана Франзена, Ломбардо уникає соціальної критики й зосереджується на драмі сімейних взаємин».
Журнал The Wall Street Journal назвав його «впевненим першим романом», написавши: «Сила цієї книги полягає в її несентиментальному зображенні минулого: розмовах за обіднім столом, подружніх бесідах перед сном, сестринських інтригах і союзах, скрипучих підлогах і затишних деревах, дрібних образах і малих примиреннях. Сюжетних ліній і ускладнень багато — можливо, навіть трохи забагато. Персонажів теж чимало. Але міс Ломбардо вміло утримує всі ці елементи в рівновазі». Для The Washington Post це «амбітний і блискуче написаний дебютний роман, інколи кумедний, інколи шокувальний, але його невблаганність і відсутність контексту врешті-решт відштовхують».
The New York Times Book Review писав: «Звісно, не кожен роман зобов’язаний боротися з культурними змінами, політикою та війною, але майже повна відсутність навіть натяку на події, не пов’язані з сім’єю Соренсонів, упродовж 40 років і на понад 500 сторінок, очевидно, є свідомим вибором. Зрештою, це читається як навмисний і захопливий коментар про те, як певний тип заможної білої сім’ї може самостійно визначати, наскільки їй варто залучатися до таких… неприємностей».
NPR описав його як «напрочуд захопливий роман, який має більше душевності та глибини, ніж більшість дебютних творів... помітно аполітичний, з повністю білими та гетеросексуальними персонажами», додаючи, що він «оперний як у хорошому, так і в поганому сенсі».
2019 року повідомлялося, що роман розробляє компанія HBO, а акторки Емі Адамс і Лора Дерн будуть виконавчими продюсерками. Шість років потому (січень 2025 року) така екранізація не вийшла в ефір.

### Переклади українською
2024 року у видавництві «Рідна мова» вийшов український переклад роману «Так весело нам ще ніколи не було». Перекладачка — Оксана Дятел.